# Kyrkovalet i Svenska kyrkan 2001
Kyrkovalet i Svenska kyrkan 2001 hölls den 16 september 2001
Detta var det första kyrkovalet sedan relationerna mellan Svenska kyrkan och staten ändrats år 2000, och första gången med direktval till kyrkomöte och stiftsfullmäktige. Flera nya nomineringsgrupper ställde upp. Totalt röstade 848 115 personer vilket motsvarar 14,2 % av de röstberättigade. Detta var en ökning jämfört med 1997 då endast 10,2 % av de röstberättigade röstade.
Direktval till kyrkomötet, sänkt åldersgräns till 16 år samt att Sverigedemokraterna deltog för första gången (vilket uppmärksammades stort i media) anses bidragit till det ökade valdeltagandet.

## Valresultat i valet till kyrkomötet[2]
| Nomineringsgrupp                        | %     | Röster | Mandat |
| --------------------------------------- | ----- | ------ | ------ |
| Arbetarepartiet-Socialdemokraterna      | 29,40 | 246172 | 74     |
| Camelotpartiet                          | 0,06  | 493    | 0      |
| Centerpartiet                           | 17,27 | 144600 | 43     |
| Folkpartiet liberalerna                 | 5,79  | 48471  | 15     |
| Gabriel                                 | 0,30  | 2552   | 1      |
| Kristdemokraterna                       | 9,45  | 79163  | 24     |
| Kyrklig samverkan i Visby stift         | 0,21  | 1765   | 1      |
| Moderata Samlingspartiet                | 18,91 | 158326 | 48     |
| Partipolitiskt obundna i Svenska kyrkan | 14,37 | 120308 | 36     |
| Personvalslistan Kyrkligt Samarbete     | 0,11  | 917    | 0      |
| Skanör Falsterbo Kyrkans Väl            | 0,06  | 471    | 0      |
| Sverigedemokraterna                     | 0,83  | 6922   | 2      |
| Ung i Kyrkan                            | 0,16  | 1300   | 0      |
| Vänsterpartiet                          | 1,76  | 14709  | 4      |
| Öppen kyrka                             | 1,33  | 11129  | 3      |